# Litauisches Kinder- und Jugendzentrum

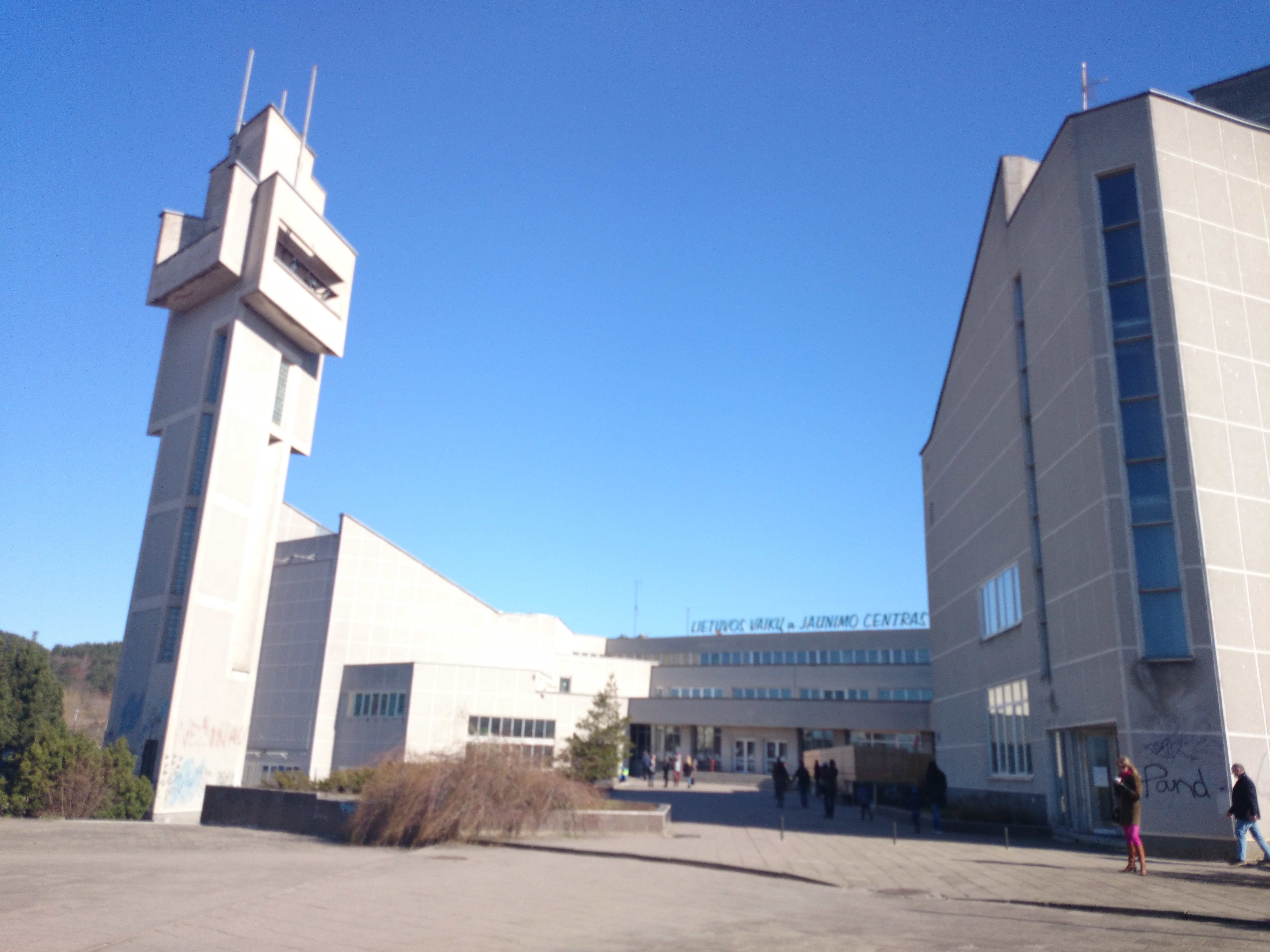
Zentrum

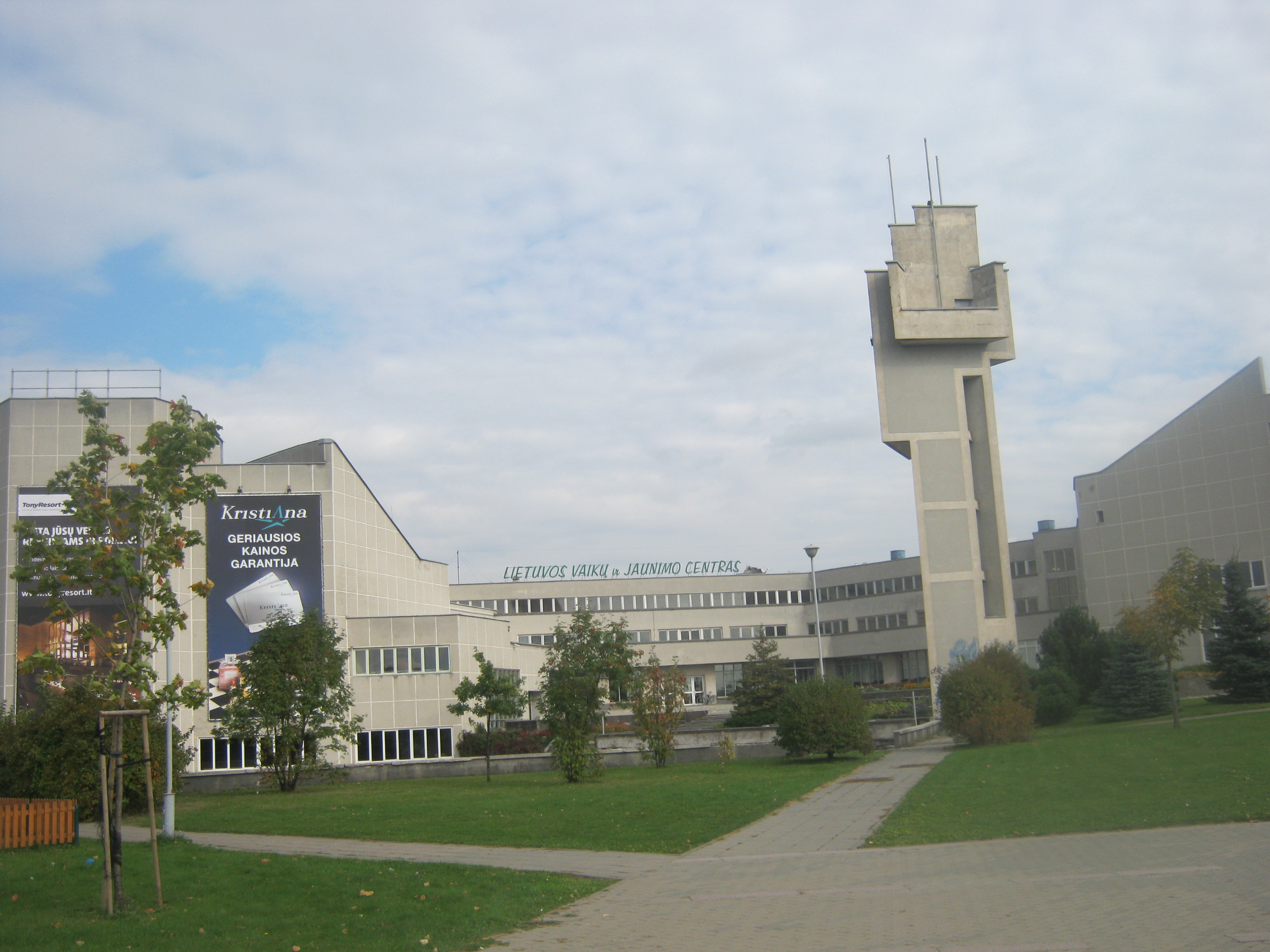
Zentrum

Das Litauische Kinder- und Jugendzentrum (lit. Lietuvos vaikų ir jaunimo centras, LVJC)  ist die größte Einrichtung der  nichtformalen Schülerbildung in Litauen. Sie befindet sich in der litauischen Hauptstadt Vilnius (in Šnipiškės, Konstitucijos prospektas). Im Zentrum werden 187 Mitarbeiter (Stand: 2014) beschäftigt (2011: 230 Mitarbeiter). Das Zentrum wurde am 10. November 1992 errichtet.

## Angebote
Das Zentrum bietet eine Vielzahl von Kursen und Aktivitäten für Kinder, Jugendliche und Erwachsene; beispielsweise Angebote in Bereichen Sport, Schach (Trainer Algirdas Bandza), Tanz, Kunst, Musik, Kreativität und persönliche Entwicklung. Es werden auch Aktivitäten für Menschen mit Behinderungen  organisiert. Das Zentrum ist zuständig für die Entwicklung der Programme der nichtformalen Bildung, die Lehrerausbildung, die Projekte der persönlichen Entwicklung, zur Unterstützung der toleranten und kreativen Gesellschaft, Festivals (wie z. B. Tanzfestival „Auf dem Dach“ mit 1.500 Teilnehmern).
Das Zentrum bietet 200 Kurse für Kinder und Jugendarbeit, Freizeit für Menschen aller Altersgruppen. Es gibt eine Sporthalle, einen Schwimmbad, Programme für die ganze Familie, spezielle Übungen für werdende Mütter, viele Aerobic-Kurse. Neben den sportlichen Aktivitäten kann man die Bildungsveranstaltungen in englischer Sprache, Keramik, Tanzkurse, Workshops und Seminare zu Themen der Kinderentwicklung besuchen.
Seit 2014 ist das Zentrum ein nationaler Koordinator für Litauen im Internationalen Jugendprogramm The Duke of Edinburgh's International Award.